# Рувензоријска сунчева веверица
Рувензоријска сунчева веверица (лат. Heliosciurus ruwenzorii, енгл. Ruwenzori sun squirrel) је сисар из реда глодара и породице веверица (лат. Sciuridae).

## Распрострањење
Ареал врсте је ограничен на мањи број држава. Врста је присутна у Бурундију, Руанди, Уганди и ДР Конгу.

## Станиште
Станиште врсте су планинске шуме. Врста је по висини распрострањена од 1.600 до 3.000 метара надморске висине.

## Угроженост
Ова врста није угрожена, и наведена је као последња брига јер има широко распрострањење.